# Semaforo di Monte Arpagna
Il semaforo di Monte Arpagna, noto anche come semaforo dell'isola di Capraia, è un semaforo marittimo dismesso del canale di Corsica che si trovava alla sommità dell'omonimo rilievo dell'isola di Capraia
Il semaforo, la cui costruzione risale all'inizio del Novecento, venne attivato dalla Regia Marina per monitorare il traffico marittimo nel tratto del canale di Corsica a ovest dell'isola di Capraia e per l'illuminazione notturna dell'isola ai natanti in transito nel medesimo tratto marino. Nel 1914 venne attivato anche un osservatorio meteorologico che ha registrato i dati fino al 1952, anno in cui venne decisa la definitiva dismissione dell'infrastruttura, dopo che il faro aveva temporaneamente cessato l'attività nel 1943. Per l'illuminazione della costa occidentale dell'isola è stato in seguito attivato un moderno faro a traliccio in un punto più prossimo al litorale.
Del complesso si è conservato il fabbricato principale in ferro ossidato, a pianta rettangolare, rimasto oramai privo di porte e finestre. Sono stati completamente perduti il terrazzo sommitale su cui era collocato il faro e una palazzina secondaria in cui alloggiavano gli addetti della Marina Militare che vi prestavano servizio.
Attualmente sono in fase di studio alcuni progetti per il recupero del complesso.